# Линия 3 (Каракасский метрополитен)
Линия 3 (исп. Línea 3) — линия Каракасского метрополитена.
Проходит с севера на юг, имеет 9 станций. Цвет линии — синий, длина линии — 10,4 км. Самая напряжённая станция «Пласа Венесуэла», является пересадочной с Линии 1 на Линию 4.
Линия проходит под улицами, кроме перегона «Ла-Бандера» — «Эль-Валье», так как проходит под горами.

## Станции и описание линии
Линия проходит под улицами Авенида лас Акакиас, Авенида Пасео Лос Илустрес, Авенида Рузвельт, Авенида Лос Лаурелес, далее под горами, потом под Авенида Интеркомуналь де Коче, Калле Ал Полиедро.
- 18 октября 1994 года открыт участок «Пласа Венесуэла» — «Эль-Валье» с 5-ю станциями, длина участка 5,7 км.
- 15 октября 2006 года открыт участок «Эль-Валье» — «Ла-Ринконада» (без трёх промежуточных станций — «Лос-Хардинес», «Коче» и «Меркадо»), с вводом одной новой станции, длина нового участка 6,6 км.
- 9 января 2010 года открыты промежуточные станции — «Лос-Хардинес», «Коче» и «Меркадо».
- «Пласа Венесуэла»
- «Сьюдад Университария»
- «Лос-Симболос»
- «Ла-Бандера»
- «Эль-Валье»
- Лос-Хардинес
- «Коче»
- «Меркадо»
- «Ла-Ринконада»

## Галерея

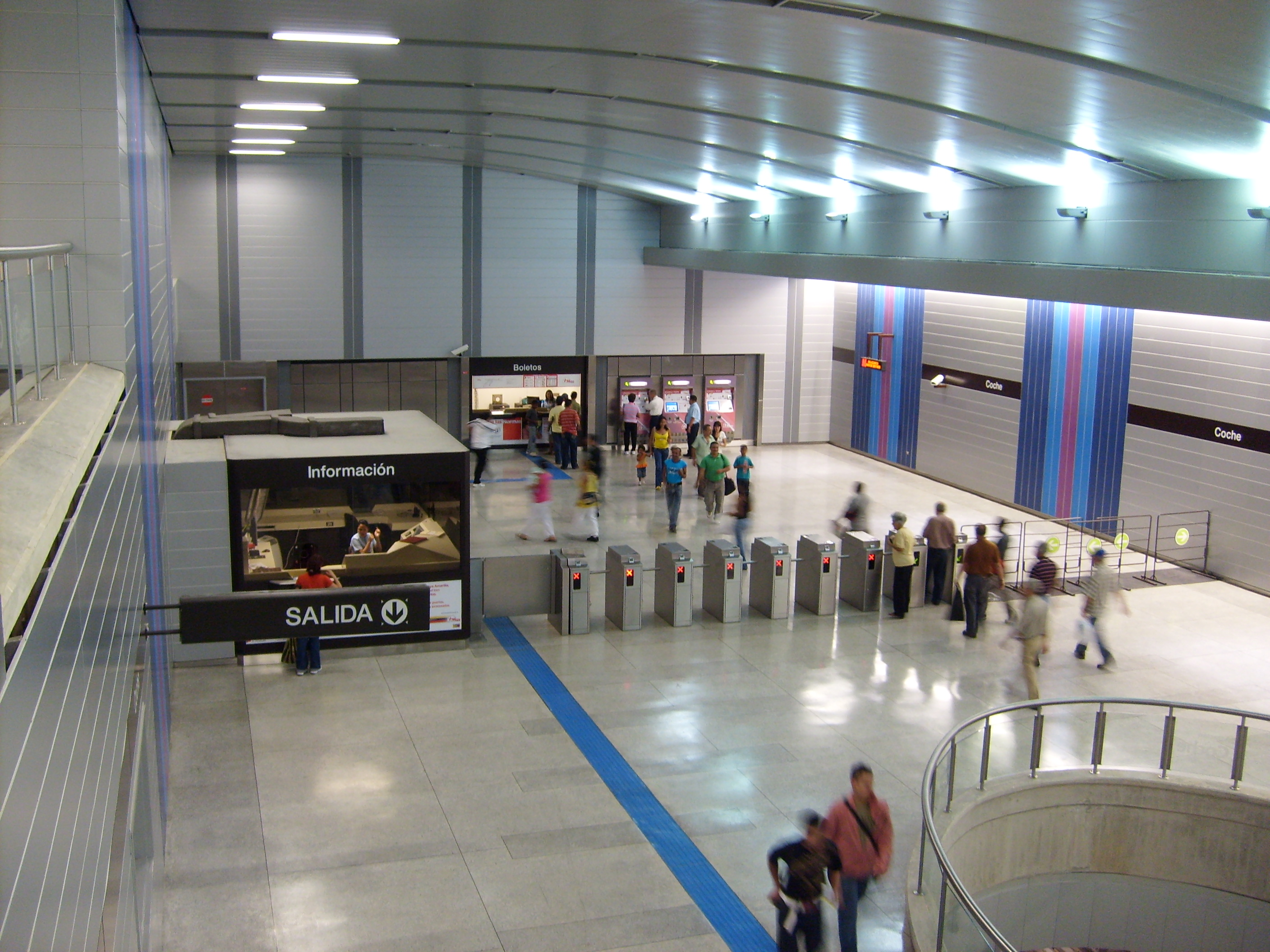
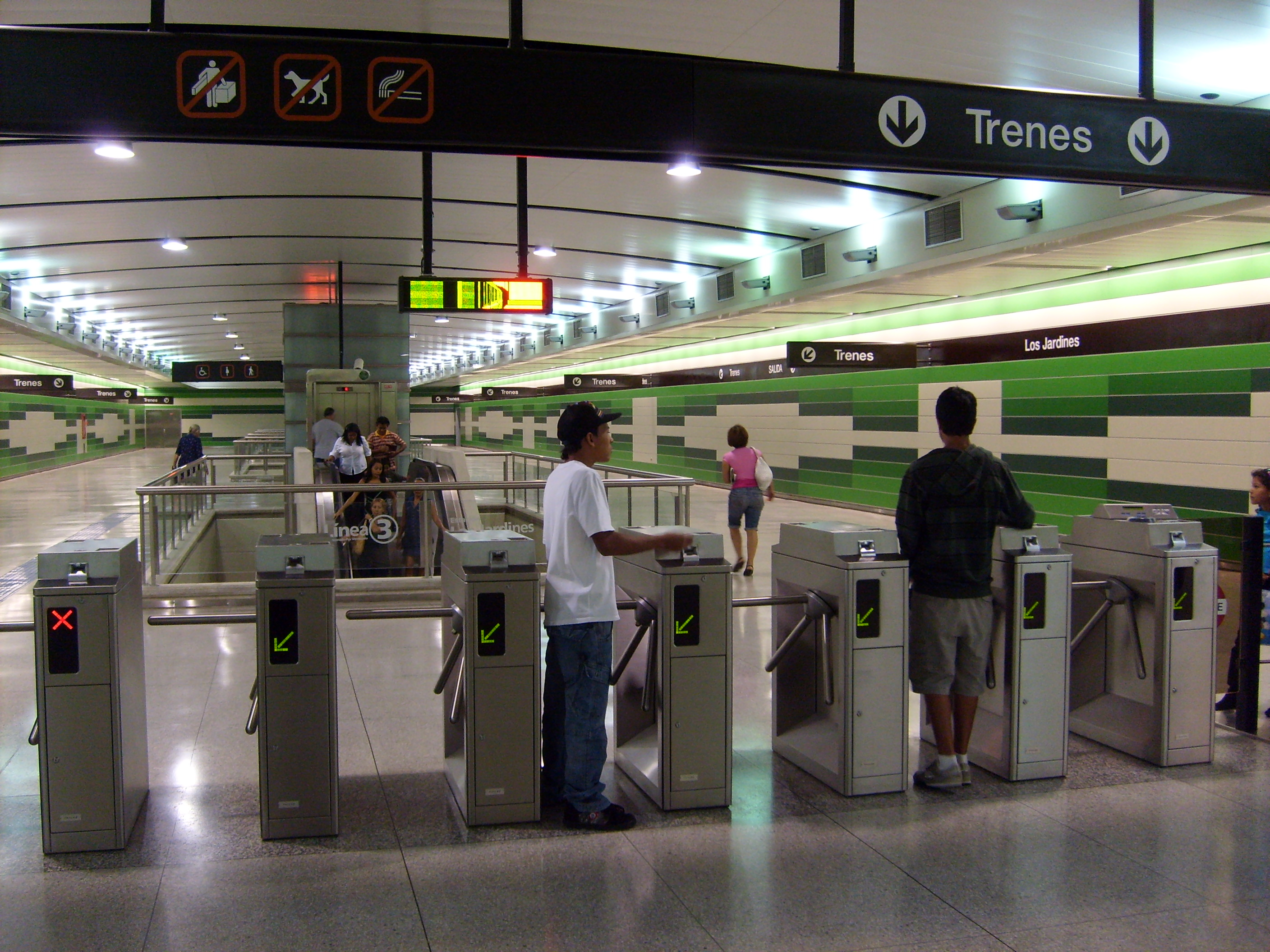